# Богатырь (Павлодарская область)
Богатырь (каз. Богатырь) — село в Успенском районе Павлодарской области Казахстана. Село является административным центром Богатырьского сельского округа. Расположено на берегу озера Чаган в 76 км к северо-востоку от Успенки, в 166 км к северо-востоку от Павлодара. Код КАТО — 556433100.

## История
Основано в 1913 году русскими и украинскими переселенцами. В 1919 году после прихода советской власти в селе был организован сельский совет, первым председателем которого стал А. Москаленко. В 1929 году в селе Богатырь был организован колхоз имени Степана Разина. В последствии в состав сельсовета вошли колхозы имени Степана Разина, имени Емельяна Пугачёва и «Красное поле» с населёнными пунктами Покровка, Богатырь, Карачилик и Новониколаевка. В 1950 году произошло объединение колхозов имени Пугачёва, имени Разина, «Констанган» и «Память Жданова», новый колхоз стал носить название «Память Жданова».
В июле 1954 года Каратайский и Богатырский сельские совета объединились в один Богатырский сельский совет с центром в селе Богатырь, в результате чего в состав Богатырского сельсовета вошли населённые пункты Кузнецк, Каратай, Байгара, Богатырь, Карачилик. В состав колхоза «Память Жданова» вошёл колхоз «Красное поле». В августе 1959 года колхоз «Память Жданова» был переименован в колхоз имени XXI съезда КПСС.
В ноябре 1974 года Богатырская школа получила статус средней школы. В 1986 году в селе был построен новый клуб.

## Население
В 1985 году в Богатыре жили 1058 человек. В 1999 году население села составляло 750 человек (345 мужчин и 405 женщин). По данным переписи 2009 года, в селе проживало 339 человек (173 мужчины и 166 женщин).